# Trepang

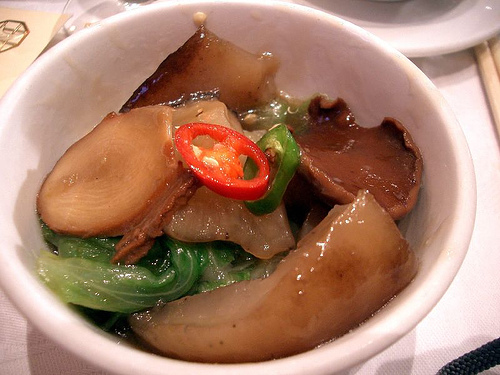
Maträtt med sjögurkor.

Trepang är sjögurkor som samlas in och torkas och tillreds för att ätas som en maträtt i Sydostasien och Kina. Ätliga sjögurkor finns bland annat i släktet Holothuria (arten Holothuria edulis) och Thelenota (arten Thelenota ananas).